# Tadten
Tadten (maďarsky Mosontéteny) je obec v okrese Neusiedl am See ve spolkové zemi Burgenland, v Rakousku. Její rozloha je zhruba 36 km² a v lednu 2016 zde žilo okolo 1200 obyvatelů.

## Poloha, popis

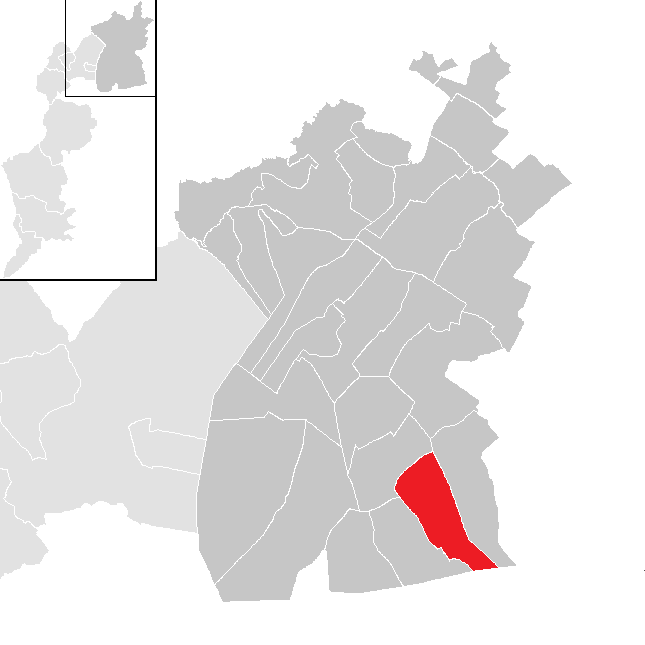
Poloha obce v okrese

Tadten je jediným místem v obci. Rozkládá se na severozápadním okraji Panonské pánve. Nadmořská výška území je okolo 100 m.
Sousedními obcemi jsou: St.Andrä am Zicksee na severu, Andau na východě a Wallern im Burgenland na západě. Na jihu hraničí s maďarskou obcí Kapuvár.

## Historie
Obec patřila stejně jako celý Burgenland (německy Západní Maďarsko) až do roku 1920–1921 k Maďarsku. Po skončení první světové války, na základě mezinárodni smlouvy ze Saint Germain a Trianonu ale patří místo od roku 1921 do nově založeného státu Burgenland v Rakousku.